# Ocotea bucheri
Ocotea bucheri är en lagerväxtart. Ocotea bucheri ingår i släktet Ocotea och familjen lagerväxter.

## Underarter
Arten delas in i följande underarter:
- O. b. bucheri
- O. b. cristalensis